# Balai Batimah
Balai Batimah is een bestuurslaag in het regentschap Payakumbuh van de provincie West-Sumatra, Indonesië. Balai Batimah telt 1764 inwoners (volkstelling 2010).